# Tinc
Tinc es un protocolo de enrutado en modo red mallada, utilizado para enlazar nodos en una red privada virtual con compresión de datos y cifrado. Se creó en 1998 por Guus Sliepen, Ivo Timmermans, y Robert van der Meulen, y fue liberado como proyecto libre con licencia GPL.

## Transportes de red soportados
- IPv4
- IPv6
- Ethernet virtualizado (mediante driver TUN/TAP)

## Tecnologías embebidas
- OpenSSL (librería criptográfica)
- zlib ("mejor compresión")
- LZO ("compresión rápida")

## Proyectos que utilizan Tinc
- Freifunk: tinc se habilitó en sus routers en octubre del 2006[1]
- OpenWrt tiene un paquete instalable de tinc.